# Proteom
Et proteom er defineret som proteinprofilen, dvs. det komplette sæt af proteiner fra et organel, en celle, et væv, et organ eller en organisme på et givet tidspunkt og under specifikke fysiologiske forhold. Et proteom er komplekst og refererer til meget mere end blot nummerering og identifikation af proteinerne i sættet.
Proteomer er individuelle og desuden er proteomer ikke i en statisk tilstand, men i en stadig dynamisk tilstand betinget af indre og ydre faktorer som hormoner, vækstfaktorer, sygdomstilstand, lægemidler og det ydre miljø. Derfor har proteom-undersøgelser skabt nye muligheder indenfor diagnose og sygdomsbehandling ved at identificere, undersøge og målrette proteiner, der er forskelligt udtrykt i sundhed og sygdom.
Studiet af proteomet kaldes proteomics og kan give information om alle disse faktorer.

## Proteomtyper
Mens  proteom  generelt refererer til en organismes proteom, kan flercellede organismer have meget forskellige proteomer i forskellige celler, derfor er det vigtigt at skelne mellem proteomer i celler og organismer.
Et  celle-proteom  er samlingen af proteiner, der findes i en bestemt celletype under et bestemt sæt miljøforhold, såsom eksponering for hormonstimulering.
Det kan også være nyttigt at overveje en organismes  komplette proteom , som kan opfattes som det komplette sæt af proteiner fra alle de forskellige cellulære proteomer. For proteiner modsvarer det komplette proteom til genomet.
Udtrykket proteom er også blevet brugt til at henvise til samlingen af proteiner i visse subcellulære systemer, såsom organeller. For eksempel kan  mitokondrie-proteomet bestå af mere end 3000 forskellige proteiner.
Proteinerne i en virus kan kaldes et  virus-proteom. Normalt forudsiges virus-proteomer ud fra virus-genomet, men der er gjort nogle forsøg på at bestemme alle proteiner udtrykt fra et virusgenom, dvs. det virale proteom. Men oftere analyserer virusproteomics ændringerne af værtsproteiner efter en virusinfektion.

## Det dynamiske proteom
Et proteom er i en konstant dynamisk tilstand, der afspejler organismens fysiologiske tilstand, og hvor proteinerne interagerer med andre proteiner eller andre molekyler, som bestemmer, hvordan proteinet fungerer som en del af hele systemet. Derudover kan proteinstrukturer og funktioner være ændret som følge af postsyntetiske modifikationer og ændringer i det indre miljø, herunder faktorer som temperatur, ionstyrke, pH, niveauer af oxidanter eller antioxidanter.

## Sygdomstilstand
Undersøgelser af proteomer har identificeret proteiner, der er lovende som diagnostiske eller prognostiske markører eller er lovende som terapeutiske mål i en række sygdomme, herunder cancer, immunafstødning efter transplantation og infektionssygdomme såsom tuberkulose og malaria.
Proteomundersøgelser har ydermere potentialet for individuelt tilpasset terapi til den enkelte patient.

## Plasma-proteomer
Danske forskere undersøger potentialet af proteom-undersøgelser, bl.a. med henblik på at anvende plasma-proteomet til diagnose og monitering af sygdomstilstanden.